# Hikaru Masai
Hikaru Masai (政井光 Masai Hikaru?), även känd som bara Hikaru, född 2 juli 1987 i Toyama, är en japansk sångerska.

## Biografi
Hikaru Masai har varit medlem i den japanska tjejgruppen Kalafina tillsammans med Wakana Ōtaki och Keiko Kubota sedan gruppen debuterade år 2007.

## Diskografi

### Studioalbum
- Seventh Heaven (2009)
- Red Moon (2010)
- After Eden (2011)
- Consolation (2013)
- Far on the Water (2015)